# Karl-Henrik Karlén
Karl-Henrik Karlén, född 16 maj 1920 i Råda församling, Göteborgs och Bohus län, död 5 april 2012, var en svensk barn- och ungdomspsykiater.
Karlén, som var son till kontorsskrivare Karl Karlén och Greta Åberger, avlade studentexamen i Lund 1939, blev medicine kandidat vid Uppsala universitet 1941 och medicine licentiat där 1947. Han blev assistentläkare vid barnkliniken i Uppsala 1947, i Falun 1949, på Kronprinsessan Lovisas barnsjukhus 1950, vid psykiatriska kliniken på Karolinska sjukhuset 1955, överläkare vid barnpsykiatriska kliniken i Boden 1956 och vid barn- och ungdomspsykiatriska kliniken i Falun från 1961. Han var ledamot av stadsfullmäktige och vice ordförande i hälsovårdsnämnden i Bodens stad 1959–1961 och ledamot av barnavårdsnämnden där 1958–1961. Han skrev artiklar i pediatrik och barnpsykiatri.